# أزياء تكيفية
تشير الأزياء التكيفية إلى الملابس والأحذية والإكسسوارات المصممة خصيصًا للأشخاص الذين يواجهون صعوبات في ارتداء ملابسهم بسبب الإعاقات الجسدية أو الحركة المحدودة أو الإعاقات الجسدية الأخرى. يشمل ذلك الأفراد الذين يعانون من حالات دائمة أو مؤقتة مثل اختلافات الأطراف أو ضعف البصر أو السمع أو الإعاقات التنموية أو أمراض مثل ضمور العضلات أو التصلب المتعدد أو الأطراف المكسورة أو الإعاقات المرتبطة بالشيخوخة. تهدف الملابس التكيفية إلى معالجة نقص التكيف مع قدرات المستخدم أو شكل الجسم وتصميم الملابس التقليدي، مما قد يجعل الملابس القياسية غير متاحة.
الهدف من الأزياء التكيفية هو تمكين الأشخاص ذوي الإعاقة من المشاركة بسهولة في الأنشطة اليومية، والشعور بالانتماء الاجتماعي. يمكن للملابس التكيفية المصممة جيدًا أن تقلل من الاعتماد على مقدمي الرعاية، وتمنع الإصابات الجسدية مثل تقرحات الضغط، وتساعد الأفراد على الشعور بمزيد من الراحة في المواقف الاجتماعية.

## دراسة جدوى للتصميم التكيفي
يشكل الأشخاص ذوو الإعاقة ما يقرب من 13% من سكان الولايات المتحدة  ويساهمون بمبلغ 21 مليار دولار من الدخل المتاح للاقتصاد. وعلى الرغم من هذه القوة الشرائية الكبيرة، فقد تم تجاهل هذا السوق تاريخيًا من قبل صناعة الملابس.

## مميزات الملابس التكيفية
تم تصميم الملابس التكيفية لمعالجة التحديات المحددة التي يواجهها الأشخاص ذوو الإعاقة عند التعامل مع الملابس التقليدية. يمكن أن تشمل هذه التحديات صعوبة التعامل مع السحابات الصغيرة مثل الأزرار أو السحابات، ونطاق الحركة المحدود للارتداء، وعدم الراحة من اللحامات أو الأقمشة عند الجلوس أو استخدام الأجهزة الطبية، ومشاكل الملاءمة بسبب التقويمات أو الأطراف الصناعية أو الاختلافات الجسدية الأخرى.
الميزات الرئيسية للملابس التكيفية
- استبدال الإغلاقات التقليدية مثل الأزرار أو السحابات بأزرار مغناطيسية أو فيلكرو أو سحابات أكبر حجمًا وسهلة الإمساك.[4]
- فتحات موضوعة في الخلف أو الجانبين لتسهيل عملية الارتداء، وخاصة للأشخاص الذين يعانون من محدودية حركة الجزء العلوي من الجسم أو مستخدمي الكراسي المتحركة.[4]
- طبقات مسطحة أو وضع أقمشة متخصصة لمنع تهيج الجلد أو تقرحات الضغط، وخاصة لمستخدمي الكراسي المتحركة أو المرضى طريحي الفراش.[1]
- طول أطول في الجزء الخلفي من القمصان أو السراويل لاستيعاب وضع الجلوس على الكرسي المتحرك.[2]
- أحزمة خصر مرنة وأبعاد تتناسب مع الدعامات، والأجهزة التقويمية، ولوازم سلس البول، أو أشكال الجسم المتقلبة.[4]
- فتحات أو جيوب مخفية لتسهيل الوصول إلى الأجهزة الطبية مثل المنافذ أو أكياس الفغر أو أنابيب التغذية.[2]
- أحذية ذات فتحات واسعة أو سحابات على طول الجزء العلوي لتسهيل ارتدائها.[2]

## جهود الصناعة والعلامات التجارية
شهدت السنوات القليلة الماضية زيادة في وضوح الأزياء التكيفية وتمثيل ذوي الإعاقة في صناعة الأزياء السائدة.
- ركز عدد مايو 2023 من مجلة فوغ البريطانية على الموضة التكيفية وضم نجوم الغلاف ذوي الإعاقات المرئية.[2]
- الممثلة سلمى بلير، التي تعاني من التصلب المتعدد، قدمت لأول مرة مجموعة متكيّفة مع إسحاق ميزراحي في سبتمبر 2023.[2]
- أطلقت شركة تومي هيلفيغر علامة تومي هيلفيغر التكيفي في عام 2016، حيث قدمت منتجات تتميز بإغلاقات مغناطيسية وأقمشة غير مزعجة.[2] تأسست العلامة التجارية بالشراكة مع ميندي شيير، مؤسسة مؤسسة "رن اواي اوف دريمز" غير الربحية.[3]
- أصبحت ميندي شيير مناصرة للملابس التكيفية لأنها واجهت صعوبة في العثور على ملابس عصرية سائدة لابنها، الذي كان يعاني من شكل نادر من ضمور العضلات.[3]
- أطلقت فيكتوريا سيكريت مجموعتها التكيفية الخاصة في عام 2023 وبدأت في تقديم منتجات من العلامة التجارية التكيفية ليبراري، التي تصمم حمالات صدر بإغلاق أمامي مغناطيسي تم اختبارها مع النساء ذوات الإعاقة.[2]
- تشمل العلامات التجارية الأخرى المعروفة بخطوطها التكيفية تارجت (ملابس الأطفال ذات الأقمشة الناعمة والدرزات المسطحة والفتحات المخفية)،[1] زابوس (أحذية متكيفة)،[5] جو وبيلا (ملابس لكبار السن ذات ميزات تكيفية)،[2] سليك تشيكس (ملابس داخلية متكيفة مع مشابك جانبية)،[2] بيلي فوتوير (أحذية ذات سحاب علوي)،[2] أن هيدين كلوثينج (تصميمات للأجهزة الطبية)،[2] سيلفرت (ملابس متكيفة لكبار السن وكبار السن وذوي الإعاقة)،[1] وريباوندوير (تصميمات متعددة السحابات لما بعد الجراحة).[1]
- تشمل العلامات التجارية الهندية للأزياء المتكيفة تصاميم سوفاسترا (قمصان بأزرار مغناطيسية، وسراويل بشريط فيلكرو، وساري من قطعة واحدة للنساء الأكبر سناً)، وآرام سي، ومووف أبلتي، وزينكا.[1]
- اكتسبت عارضات الأزياء من ذوي الإعاقة مثل آرون روز فيليب وماما كاكس شهرة واسعة على منصات العرض.[5] ظهرت إيلي جولدشتاين، وهي عارضة أزياء مصابة بمتلازمة داون، في حملة غوتشي.[2]
- تربط منظمات مثل مختبر الأسلوب المفتوح المصممين والمهندسين وأخصائيي العلاج المهني بالأشخاص ذوي الإعاقة لإنشاء أجهزة يمكن الوصول إليها بسهولة.[2] تتعاون "إدارة النطاق" ومؤسسة رن أواي اوف دريمز غير الربحية مع العلامات التجارية على خطوط قابلة للتكيف وتقيم عروض أزياء تضم عارضات أزياء من ذوي الإعاقة.[2]

## تأثير الصناعة على المراهقين ذوي الإعاقة
أفاد المراهقون ذوو الإعاقة أن ملاءمة ملابسهم يمكن أن تؤثر بشكل كبير على صورة أجسامهم. يمكن أن تؤدي الملابس المناسبة والتكيفات غير الواضحة إلى زيادة الثقة بالنفس في المواقف الاجتماعية. تسلط النظريات النفسية الضوء على أهمية احترام الذات و"الشعور بالانتماء" خلال فترة المراهقة، والذي يمكن أن يرتبط بالتعبير عن الذات من خلال الملابس.
تشير التقارير إلى أن الافتقار إلى الملابس المناسبة أو الملائمة يمكن أن يتسبب في شعور المراهقين ذوي الإعاقة بعدم الأمان، أو قلة الثقة، أو الإحراج، أو حتى الإذلال في المواقف الاجتماعية.

## قضايا الصناعة
حواجز التصميم التكيفي:
- التكلفة: يمكن أن يكون التغلب على الحواجز المادية في التصميم مكلفًا، ويتطلب استثمارًا أوليًا لدمج الميزات الشاملة بدلاً من إضافتها لاحقًا.[6] يمكن أن تكون هذه التكلفة الأولية رادعًا للشركات، على الرغم من أنه يمكن تحقيق وفورات في التكلفة على المدى الطويل من خلال تجنب التعديلات اللاحقة.[6] تحد الأسعار المرتفعة للملابس التكيفية من وصول المستهلك.[4]
- الحواجز الاجتماعية والسلوكية: تاريخيًا، كان التصميم للمجموعات غير الممثلة غير مرغوب فيه بسبب التركيز على التصميم لجمهور متجانس و"المستخدمين الأكثر خدمة".[6]
- الافتقار إلى التنوع في فرق التصميم: غالبًا ما تفتقر فرق التصميم إلى التنوع، بما في ذلك الأفراد ذوي الإعاقة، مما يعيق القدرة على فهم وتصميم احتياجات المستخدمين المتنوعة.[6]
- التوفر المحدود للبيع بالتجزئة: في حين تتزايد الخيارات المتاحة عبر الإنترنت، لا تزال الملابس المتكيفة نادرة التوفر في متاجر البيع بالتجزئة الفعلية.[1]
- الافتقار إلى التوحيد القياسي: تفتقر صناعة الأزياء إلى تحديد المقاسات بشكل موحد، مما يعقد عملية العثور على ملابس مناسبة للأشخاص ذوي الاحتياجات التكيفية.[4]